# Emilio Limón
Emilio Limón (Paramaribo, 7 december 1988) is een Surinaams voormalig voetballer die speelde als middenvelder.

## Carrière
Limón maakte zijn debuut in het seizoen 2008/09 voor SV Robinhood. Hij won het landskampioenschap in 2011/12 met Robinhood. In 2013 maakte hij de overstap naar Inter Moengotapoe waarmee hij vier keer landskampioen werd op een rij. In 2016/17 won hij met Moengotapoe ook de beker en realiseerde de dubbel dat seizoen.
Hij speelde tussen 2008 en 2012 26 interlands voor Suriname waarin hij driemaal scoorde.

## Erelijst
- SVB-Eerste Divisie: 2011/12, 2013/14, 2014/15, 2015/16, 2016/17
- Surinaamse voetbalbeker: 2016/17